# Riu Red Deer
|  | Per a altres significats, vegeu «Red Deer (riu a Manitoba)». |

El Red Deer (en anglès:Red Deer River) és un riu de la província d'Alberta, Canadà. És el principal afluent del South Saskatchewan River i forma part del sistema fluvial Saskatchewan-Nelson que desemboca a la Badia de Hudson.
El riu Red Deer té una llargada de 724 quilòmetres i amb una conca de drenatge de 45.100 km². El seu cabal mitjà és de 70 m³/s.
Aquest riu rep el seu nom en anglès de la traducció de l'idioma dels amerindis cree de was-ka-soo que significa "riu de l'ant". Red Deer en canvi és el cérvol comú.
Les poblacions situades al llarg del riu Red Deer inclouen Sundre, Red Deer, Blackfalds, Drumheller i Empress, la ciutat de Brooks, així com el Dinosaur Provincial Park, que es troba també a la conca del riu Red Deer. Una inundació glacial fa aproximadament 18.000 anys va erosionar part de la zona i pel que sembla tots o la majoria dels badlands contenen restes de dinosaures i altres fòssils del Cretaci.

## Història
El juny de 2013 a Alberta hi va haver greus inundacions a la zona del riu Bow, el riu Elbow i riu Oldman Unes 100.000 persones van haver de ser desallotjades de la zona.

## Curs

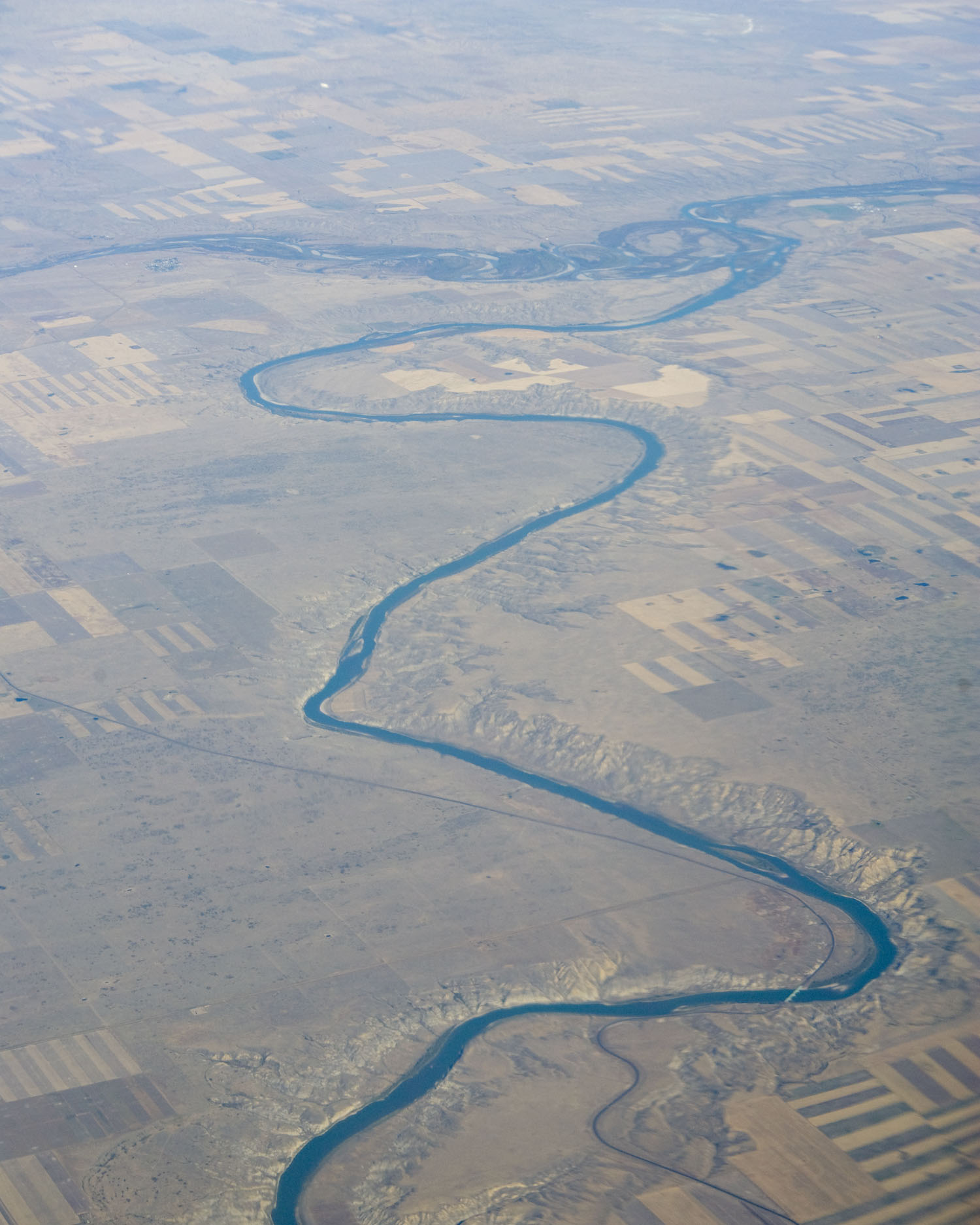
El riu Red Deer River a Empress, AB

El riu neix a les muntanyes Rocoses del Canadà a la serralada Sawback, prop de Skoki Valley, dins el Parc Nacional de Banff i discorre cap a l'est. Finalment s'uneix al riu South Saskatchewan a la ciutat d'Empress.

## Afluents
| Rocky Mountains i Foothills - Red Deer Lakes - Douglas Creek - Douglas Lake, Donald Lake, Gwendolyn Lake - Drummond Creek - Skeleton (Horseshoe) Lake - McConnell Creek - Divide Creek - Pipit Lake - Snowflake Lake - Tyrell Creek - Scalp Creek - Bighorn Creek - Eagle Creek - Wildhorse Creek - Panther River - Dormer River - Wigwam Creek - Yara Creek - McCue Creek - Logan Creek - Bear Creek - Burnt Creek - Bull Creek - Vam Creek - Brown Creek - Williams Creek - Helmer Creek - Cartier Creek - Coalcamp Creek | Central Alberta - Nitchi Creek - Fallentimber Creek - Bearberry Creek - Jackson Creek (Alberta) - James River - Schrader Creek - Eagle Creek - Raven River - North Raven River - Little Red Deer River - Medicine River - Kenning Lake - Sylvan Creek - Piper Creek - Blindman River - Threehills Creek - Kneehills Creek - Rosebud River - Bullpound Creek - Berry Creek - Blood Indian Creek - Ghostpine creek-Pine Lake - Waskasoo Creek - Alkali Creek |